# Unity (интерфейс)
 Тази статия е за интерфейса.  За гейм енджин вижте Unity (гейм енджин).  
Unity е интерфейс за shell-а за десктоп средата на GNOME, разработен от Canonical за операционни системи Ubuntu.
Unity за първи път се появява в нетбук изданието на Ubuntu 10.10, като целта му е да се даде възможност за по-ефективно използване на екранното пространство чрез създаване на меню вертикална лента на задачите. Това меню се нарича стартер (launcher).
На 5 април 2017 Марк Шатълуърт, създателят на Ubuntu и Canonical, обявява, че този интерфейс ще бъде прекратен (в новата му версия 8 е предназначен и за телефони, и таблети) и завръщането на Ubuntu към GNOME в следващата дългосрочна версия (която ще получи петгодишна поддръжка).